# Аграрний університет Ісландії
Аграрний університет Ісландії - це освітня та дослідницька установа, що займається сільськими та екологічними науками, заснована в 2005 році. Заклади університету в основному розташовані в Гваннейрі, поблизу Боргарнеса, Ісландія, але він також працює дослідницькими станціями в Рейк'явіку, Арнессіслі та Ейяф'єрдюрі.

## Організація
- Факультет екологічних наук
- Факультет земельних та тваринних ресурсів
- Департамент професійно-технічної та безперервної освіти

## Дивитися також
- Skemman.is (цифрова бібліотека)

## Зовнішні посилання
- Вебсайт англійською мовою [Архівовано 26 червня 2021 у Wayback Machine.]